# Manus (anatomie)
Pour les articles homonymes, voir Manus (homonymie).
En zoologie, le manus (mot latin qui désigne la main, au pluriel manus) est la partie distale du membre antérieur d'un animal. Chez les tétrapodes, c'est la partie du membre pentadactyle qui comprend les métacarpiens et les doigts (phalanges). 

## Présentation
Au cours de l'évolution, il a pris de nombreuses formes et rempli diverses fonctions. Il peut être représenté par la main des primates, le membre antérieur inférieur des animaux à sabots ou la patte avant et est représenté par l'aile des oiseaux, des chauves-souris et des reptiles volants préhistoriques (ptérosaures), la nageoire des mammifères marins et la « pagaie » des reptiles marins disparus, tels que les plésiosaures et les ichtyosaures.
Chez les céphalopodes, le manus est l'extrémité, la partie la plus large d'un tentacule, et ses ventouses sont souvent plus grandes et disposées différemment de celles des autres bras.